# Samariscus nielseni
Samariscus nielseni är en fiskart som beskrevs av Quéro, Hensley och Maugé, 1989. Samariscus nielseni ingår i släktet Samariscus och familjen Samaridae. Inga underarter finns listade i Catalogue of Life.